# Cylindrarctus obrieni
Cylindrarctus obrieni är en skalbaggsart som beskrevs av Chandler 1988. Cylindrarctus obrieni ingår i släktet Cylindrarctus och familjen kortvingar. Inga underarter finns listade i Catalogue of Life.